# 문경여자고등학교
문경여자고등학교(聞慶女子高等學校)는 대한민국 경상북도 문경시 점촌동에 위치한 사립 고등학교이다.

## 학교 연혁
- 1955년 3월 17일 : 재단법인 문경여자학원 설립인가
- 1955년 3월 17일 : 초대 재단법인 문경여자학원 이규영 이사장 취임
- 1956년 1월 16일 : 문경여자중학교 설립인가(6학급)
- 1956년 4월 1일 : 초대 이병재 교장 취임
- 1956년 4월 6일 : 중학교 제1회 신입생 입학식
- 1958년 2월 28일 : 문경여자고등학교 설립인가(6학급)
- 1958년 4월 1일 : 문경여자고등학교 초대 이병재 교장 취임(중ㆍ고 겸임)
- 1958년 4월 7일 : 문경여자고등학교 제1회 신입생 입학식
- 1961년 2월 25일 : 문경여자고등학교 제1회 졸업식
- 1964년 2월 27일 : 재단법인 문경여자학원을 학교법인 문경여자학원으로 조직 변경 인가
- 1970년 11월 12일 : 학교법인 문경여자학원을 학교법인 문경학원으로 정관 변경 인가
- 1973년 2월 28일 : 문경여자중학교 폐교 (제16회, 졸업생 누계 2,439명)
- 1986년 6월 17일 : 李花館(체육관, 생활관, 특별교실) 준공 (연건평 908.73평)
- 1997년 11월 1일 : 제6대 학교법인 문경학원 이병무 이사장 취임
- 2003년 9월 30일 : 이화도서관 준공(3층, 연면적 1,141.9m)
- 2005년 11월 30일 : 신축본관 준공(행정동, 교학동) 및 교훈석 제막
- 2013년 8월 14일 : 선진형교과교실제 운영학교 지정(교육부장관)
- 2013년 8월 23일 : 기숙사 「동천학사」 준공
- 2014년 11월 30일 : 이화공원 준공
- 2022년 3월 1일 : 고교학점제 선도학교 운영
- 2022년 3월 1일 : 자율학교 지정 운영
- 2024년 1월 31일 : 2023학년도 제64회 졸업식(졸업생 119명, 졸업생 누계 17,408명)
- 2024년 3월 1일 : 제16대 권위택 교장 취임
- 2024년 3월 4일 : 2024학년도 입학식(입학생 116명)

## 참고 자료
- 문경여자고등학교 - 한국교육학술정보원 학교알리미